# Parapercis gilliesii
Parapercis gilliesii is een straalvinnige vissensoort uit de familie van krokodilvissen (Pinguipedidae). De wetenschappelijke naam van de soort is voor het eerst geldig gepubliceerd in 1879 door Hutton.